# SN 2006bu
SN 2006bu – supernowa typu Ia odkryta 27 kwietnia 2006 roku w galaktyce A135247+0518. W momencie odkrycia miała maksymalną jasność 18,10m.